# Skupina Honicích psů I
Skupina Honicích psů I (také známá jako Skupina galaxií M 94) je volná a rozsáhlá skupina galaxií vzdálená přibližně 13 milionů světelných let
v souhvězdí Honicích psů a Vlasů Bereniky. Skupina tvoří spolu s dalšími blízkými skupinami Místní nadkupu galaxií (Nadkupu galaxií v Panně)
a je jednou ze skupin nejbližších k Místní skupině galaxií.
Ačkoli se zdá, že členové této skupiny pocházejí z jediného velkého systému, který se podobá oblaku, mnoho těchto galaxií je ke skupině gravitačně vázáno pouze slabě a některé ještě nejsou na ustálených drahách kolem středu této skupiny. Spíše se zdá, že se většina těchto galaxií pohybuje ve směru rozpínání vesmíru.

## Členové Skupiny Honicích psů I
Následující tabulka ukazuje ty členy Skupiny Honicích psů I, na kterých se shodují Nearby Galaxies Catalog, Lyons Groups of Galaxies (LGG) Catalog, a tři seznamy této skupiny vytvořené při průzkumu Nearby Optical Galaxies.
| Název    | Typ        | R.A. (J2000)  | Dec. (J2000) | Rudý posuv (km/s) | Magnituda |
| -------- | ---------- | ------------- | ------------ | ----------------- | --------- |
| IC 3687  | IAB(s)m    | 12h 42m 15.1s | +38°30′12″   | 354 ± 1           | 13.7      |
| IC 4182  | SA(s)m     | 13h 05m 49.5s | +37°36′18″   | 321 ± 1           | 13.0      |
| M94      | (R)SA(r)ab | 12h 50m 53.0s | +41°07′14″   | 308 ± 1           | 9.0       |
| NGC 4144 | SAB(s)cd   | 12h 09m 58.6s | +46°27′26″   | 265 ± 1           | 12.1      |
| NGC 4190 | Im pec     | 12h 13m 44.8s | +36°38′03″   | 228 ± 1           | 13.4      |
| NGC 4214 | IAB(s)m    | 12h 15m 39.2s | +36°19′37″   | 291 ± 3           | 10.2      |
| NGC 4244 | SA(s)cd    | 12h 17m 29.6s | +37°48′26″   | 244 ± 0           | 10.9      |
| NGC 4395 | SA(s)m     | 12h 25m 48.9s | +33°32′48″   | 319 ± 1           | 10.6      |
| NGC 4449 | IBm        | 12h 28m 11.9s | +44°05′40″   | 207 ± 4           | 10.0      |
| UGC 6817 | Im         | 11h 50m 53.0s | +38°52′49″   | 242 ± 1           | 13.4      |
| UGC 7559 | IBm        | 12h 27m 05.2s | +37°08′33″   | 218 ± 5           | 14.2      |
| UGC 7577 | Im         | 12h 27m 40.9s | +43°29′44″   | 195 ± 0           | 12.8      |
| UGC 7698 | Im         | 12h 32m 54.4s | +31°32′28″   | 331 ± 1           | 13.0      |
| UGC 8320 | IBm        | 13h 14m 27.9s | +45°55′09″   | 192 ± 1           | 12.7      |

Výše uvedené zdroje často (ale neshodně) uvádějí jako členy této skupiny i NGC 4105 a UGC 8331.
Nejjasnější člen této skupiny je sporný a částečně závisí na tom, jakým způsobem se určí členové této skupiny. Katalog LGG uvádí jako člena skupiny galaxii Messier 106, která by se tak stala jejím nejjasnějším členem. Ovšem ostatní katalogy Messier 106 do skupiny neřadí, a proto můžeme za nejjasnějšího člena považovat galaxii Messier 94.

## Mračno Honicích psů
Tato skupina galaxií je někdy mylně označována jako Mračno Honicích psů (Canes Venatici Cloud), což je ale větší celek, kterého je skupina pouhým členem. Mračno galaxií je částí nadkupy galaxií. Název Canes Venatici Cloud (CVn Cloud) tímto způsobem používá Tully a de Vaucouleurs.

## Galerie obrázků

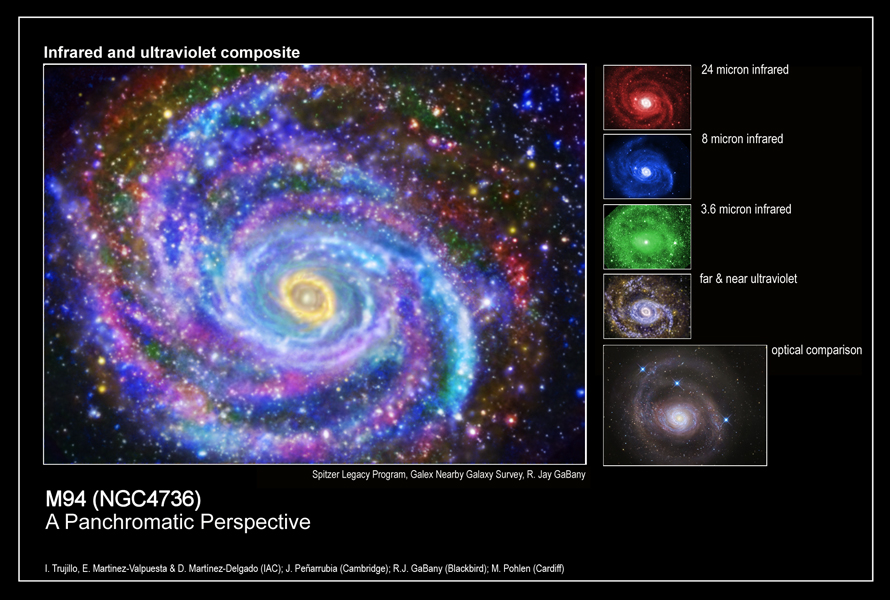
M94
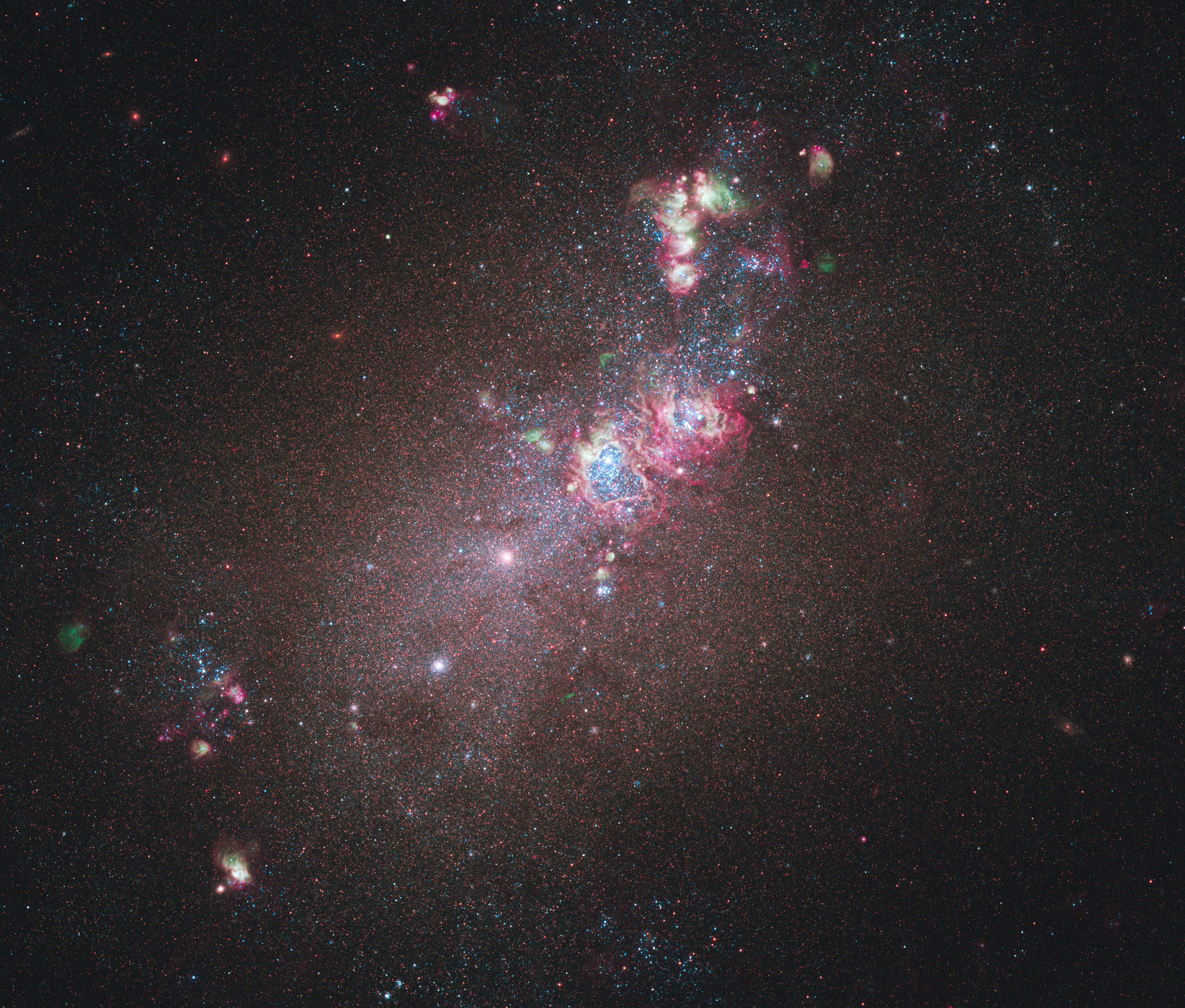
NGC 4214
NGC 4244
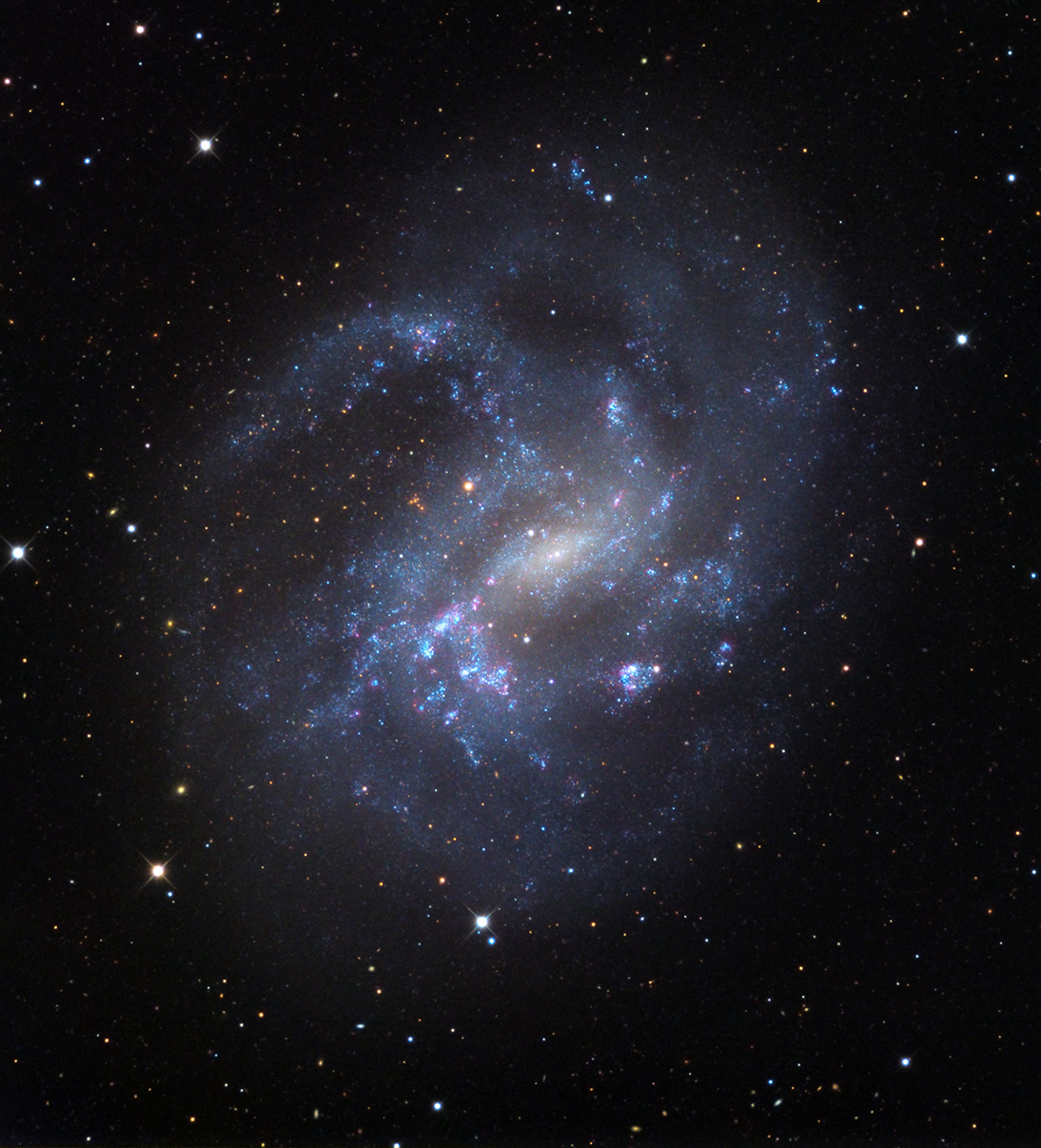
NGC 4365
NGC 4449
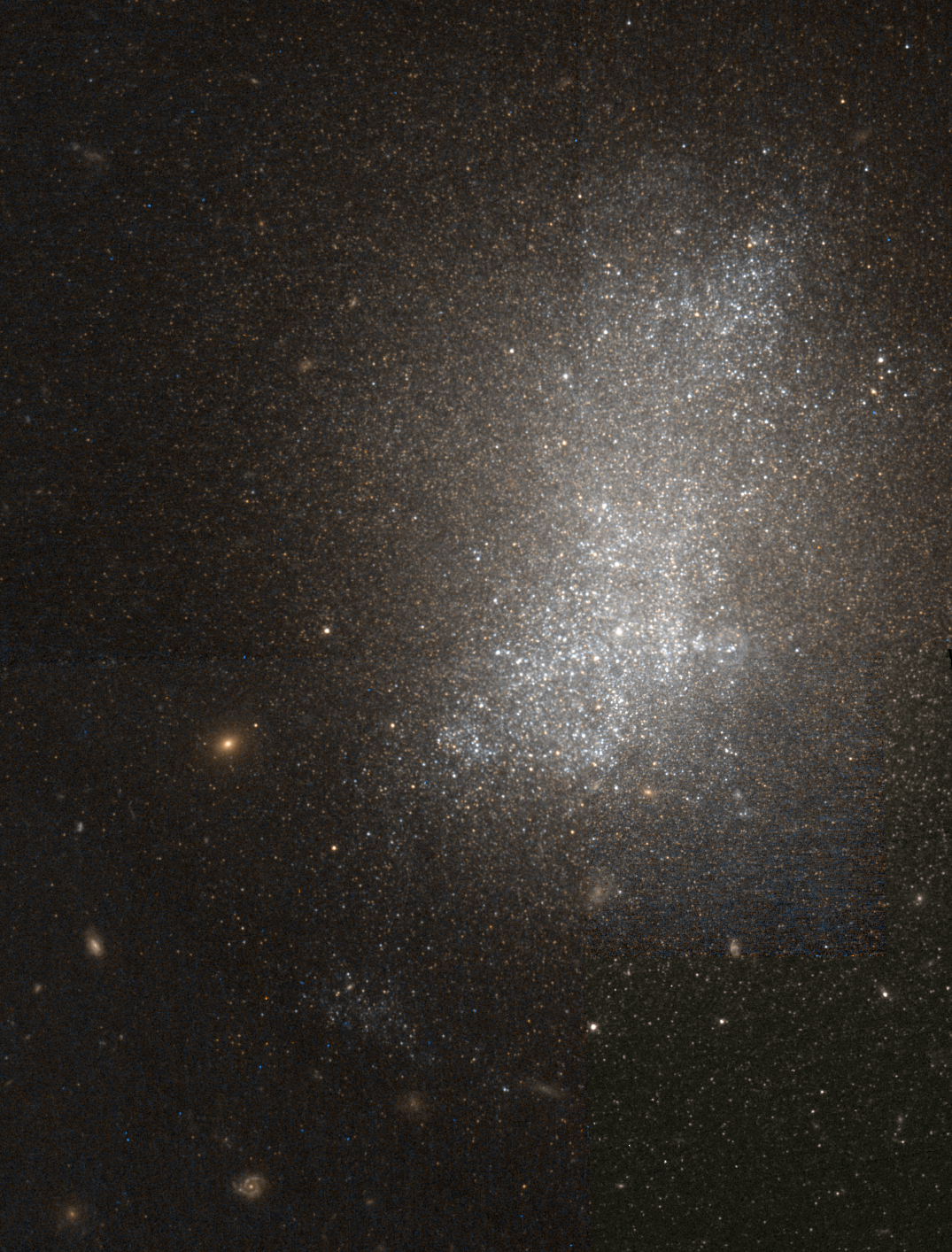
NGC 4190
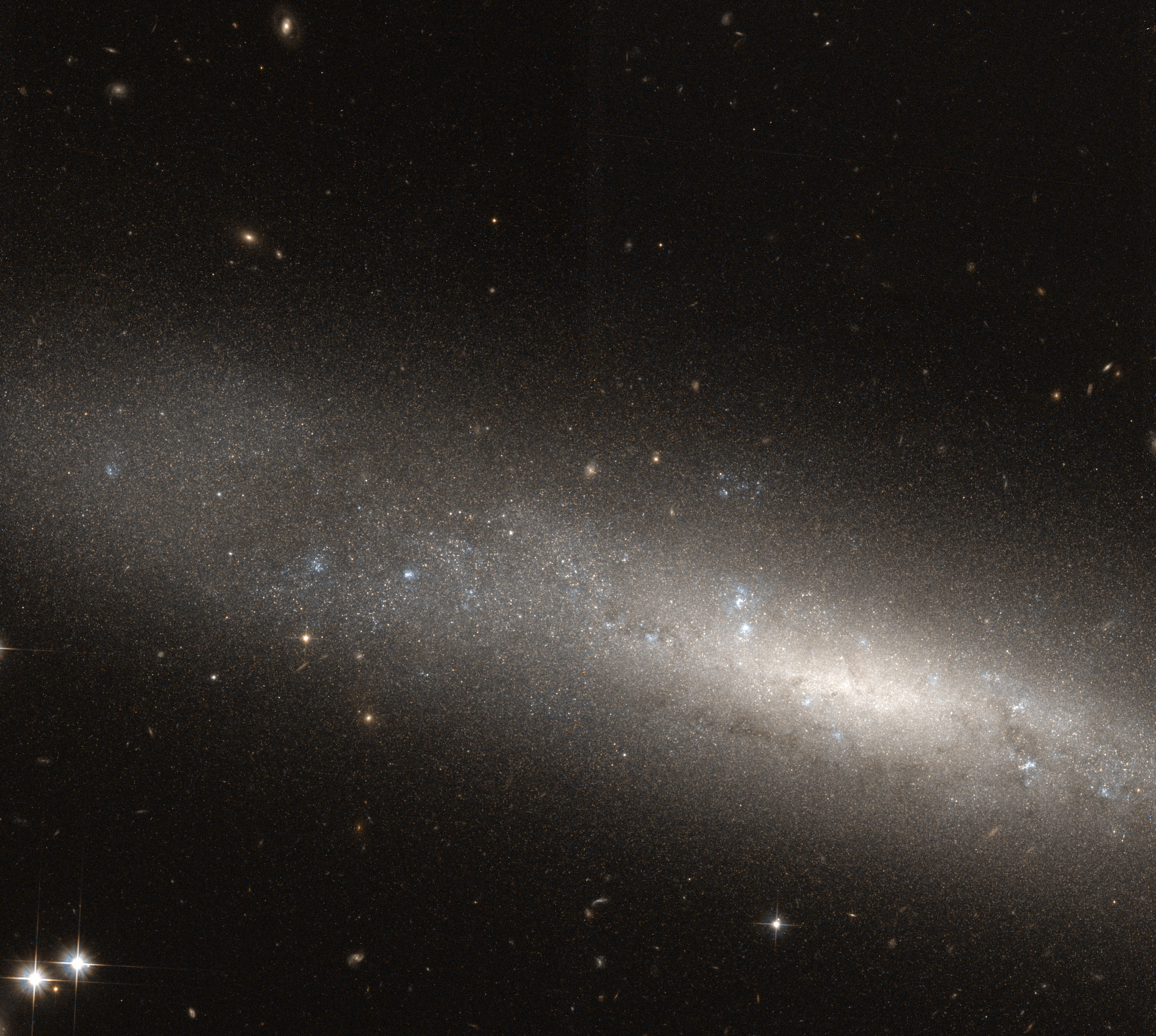
NGC 4144
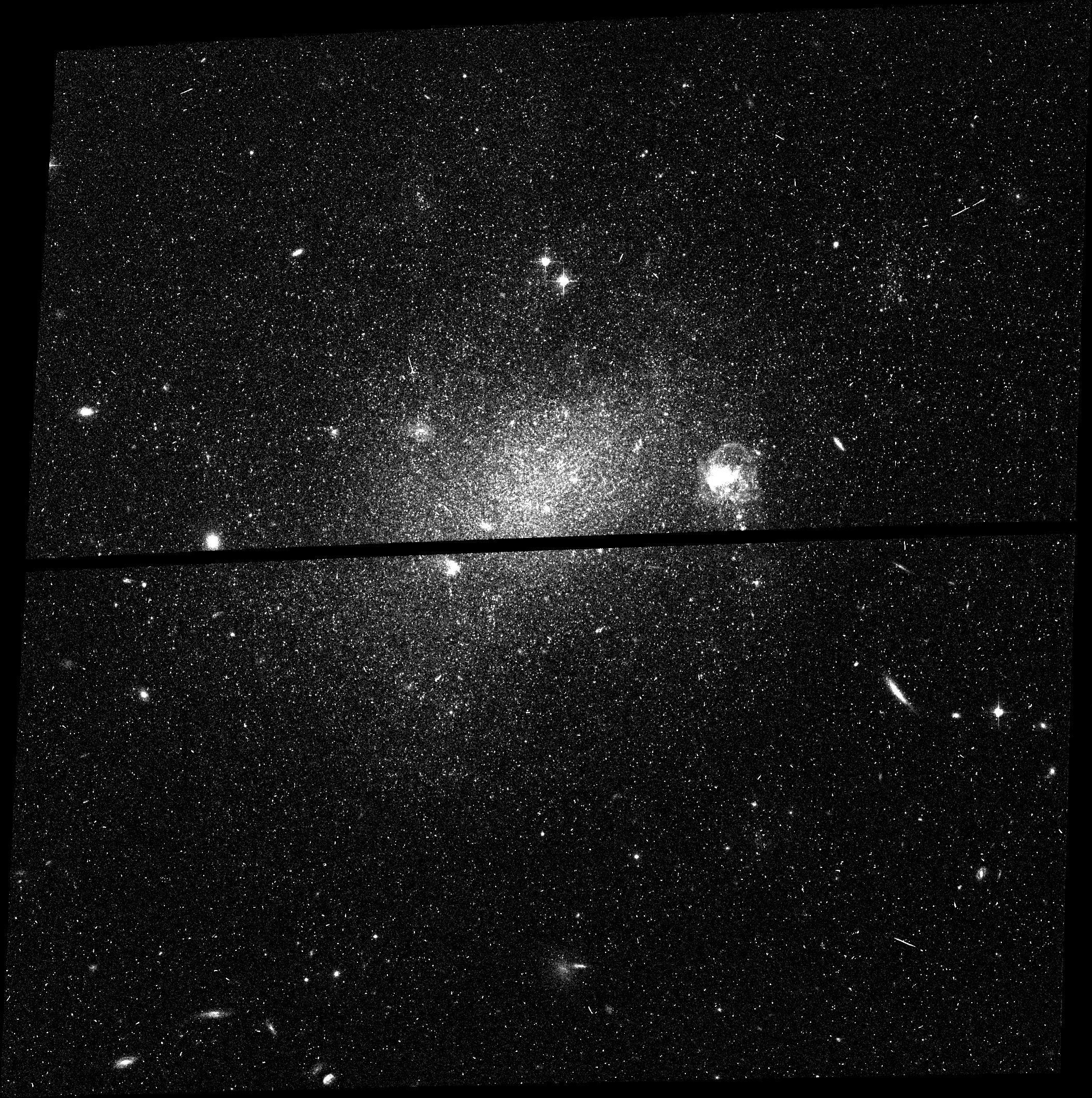
IC 3687